# 徹明町站
徹明町站（日语：／ Tetsumeichō eki */?）是位於岐阜縣岐阜市徹明通一丁目，名古屋鐵道岐阜市內線和美濃町線的電車站（廢站）。

## 駛入路線
名鐵岐阜市內線和美濃町線會駛入此站。當中，美濃町線於此站為起點。雖然如此，在美濃町線廢除前，只有下行1班列車行走整段美濃町線（前往關站，星期六及假日以前一個站新關站作終點站），其餘列車會在野一色站或日野橋站折返。
岐阜市內線方面，在2005年（平成17年）全線廢除前，只有此站往岐阜站前的本線，以及往忠節站方向的忠節支線（通稱忠節線）還在營運。而長良北町方向的本線（通稱長良線）已經廢除。即是原本此站是岐阜市內線本線與忠節支線的分岔車站。
當乘客於此站相互轉乘岐阜市內線與美濃町線時，轉乘後需要重新計算車費，沒有轉乘優惠。

## 歷史
在1911年（明治44年），岐阜市內線的前身美濃電氣軌道市內線開通，此站啟用。當中的市內線是後來的岐阜市內線本線（從此站繼續延伸至長良北町）。而在2005年岐阜市內線全線廢除前剩下前往忠節站方向的路線，是在1925年（大正14年）才啟用，當時開通區間為此站至千手堂站之間。
另一方面，美濃町線在1911年由美濃電氣軌道開設。當時起點站暨與市內線的轉乘站不是此站，而是鄰站神田町站（後來名為岐阜柳瀨站）。後來隨著走線變更，美濃町線的起點於1950年（昭和25年）遷移至此站。
在1950年起，此站成為了岐阜市內線的本線（長良線）、忠節支線與美濃町線的轉乘車站。在1988年（昭和63年），本線部分區間（此站至長良北町站之間）被廢除。使岐阜市內線剩下岐阜站前站至此站至忠節站之間的區間。在2005年（平成17年），岐阜市內線和美濃町線全線一同廢除。
- 1911年（明治44年）2月11日 - 美濃電氣軌道市內線岐阜站前站至今小町站（後來與泉町站合併）之間開通，此站啟用[2]。
- 1925年（大正14年）6月1日 - 市內線此站至千手堂站之間開通[2][3]。
- 1930年（昭和5年）8月20日 - 美濃電氣軌道與名古屋鐵道（第一代。同年中改名為名岐鐵道，在1935年起再改名為名古屋鐵道）合併。成為名古屋鐵道的電車站[2]。
- 1950年（昭和25年）4月1日 - 美濃町線起點站從岐阜柳瀨站變為此站[2][4]。
- 1987年（昭和62年）12月22日 - 車站大廈落成[2]。
- 1988年（昭和63年）6月1日 - 此站至長良北町站之間廢除[2]。岐阜市內線區間變為岐阜站前站至此站至忠節站之間[5]。
- 1991年（平成3年） - 隨著把路軌更換而進行配線變更。把不需要使用的十字交叉道岔廢除，同時把美濃町線月台變為單式月台[6]。
- 1999年（平成11年）4月1日 - 成為無人車站。
- 2005年（平成17年）4月1日 - 岐阜市內線與美濃町線全線廢除，此站也被廢除[4]。

## 電車站構造

### 全線廢除前的構造
此站是地面車站。岐阜市內線方面，設有2面2線的相對式月台。美濃町線方面，設有1面1線的單式月台。由於電車站是建於道路上，沒有安全地帶，只有被稱為「Green Belt」的路面範圍（在該處路面會塗上綠色塗裝）。此站與新岐阜站前站該全日本首兩個於地面塗上顏色作為乘車處的地方。等待電車的乘客可以在忠節方向乘車處對出的行人路，十六銀行分行對出設有椅子可待等候電車。另外，岐阜市內線路軌與美濃町線路軌實際上是連接在一起，但是沒有定期載客班次使用，該路軌是為了讓來自岐阜市內線和揖斐線的電車進出市之坪的岐阜工場。
在美濃町線乘車處南邊設有名鐵徹明町站大廈（車站設施位於地面部分），曾經設有站員當值。在1999年3月31日起成為無人車站。車站大廈截至2019年9月還存在，但是所有樓層都空著。在大廈地面外邊還有一些與鐵路相關的標誌。因此很容易判斷那處是車站大廈。
| ← 千手堂方向    | 截至1997年的配線           | → 美濃町線 日野橋方向 |
|                 | ↓ 新岐阜站前、岐阜站前方向 |                       |
| 图例 参考文献： |                            |                       |

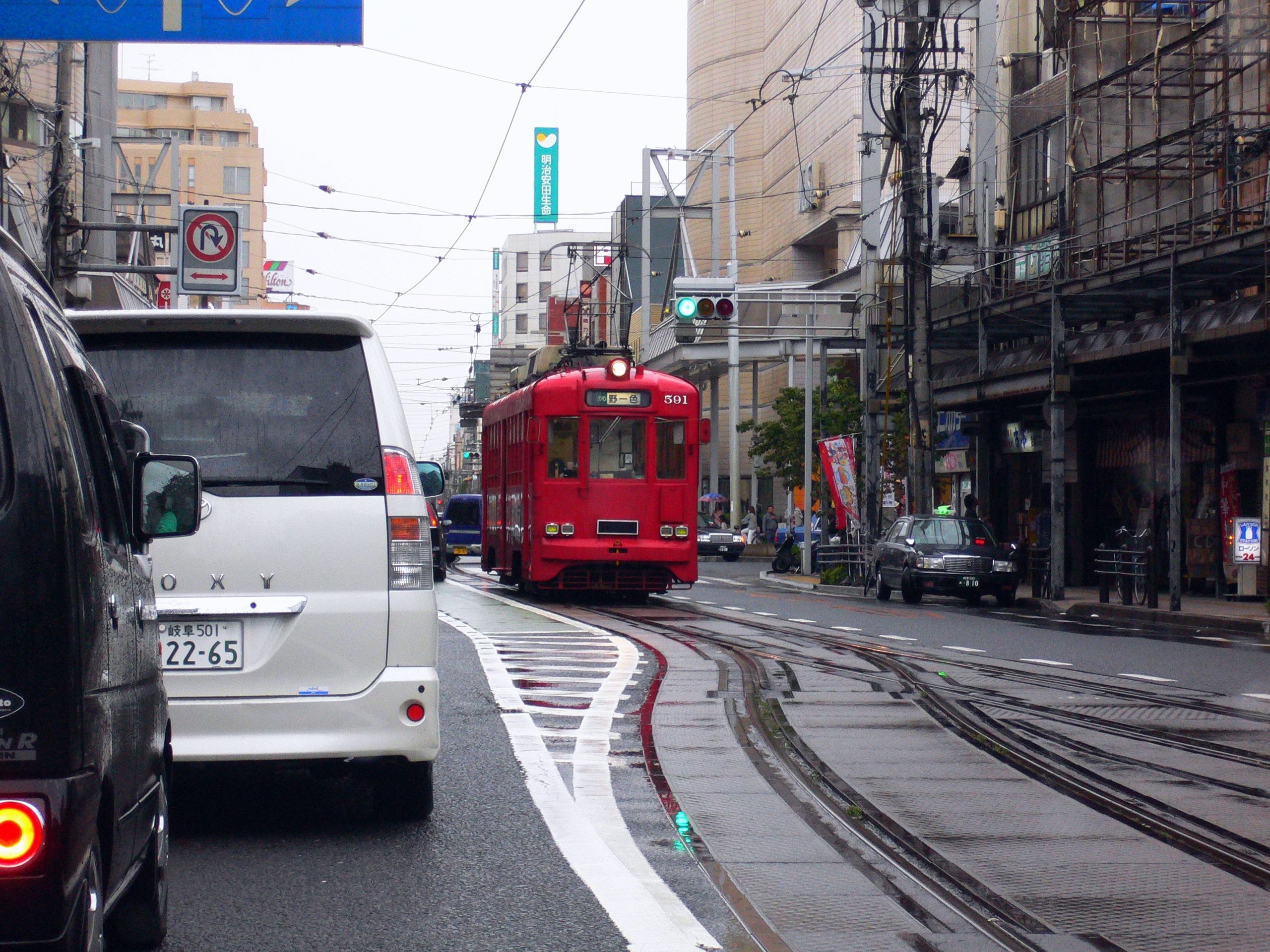
美濃町線乘車處的Mo590形（日语：名鉄モ590形電車）
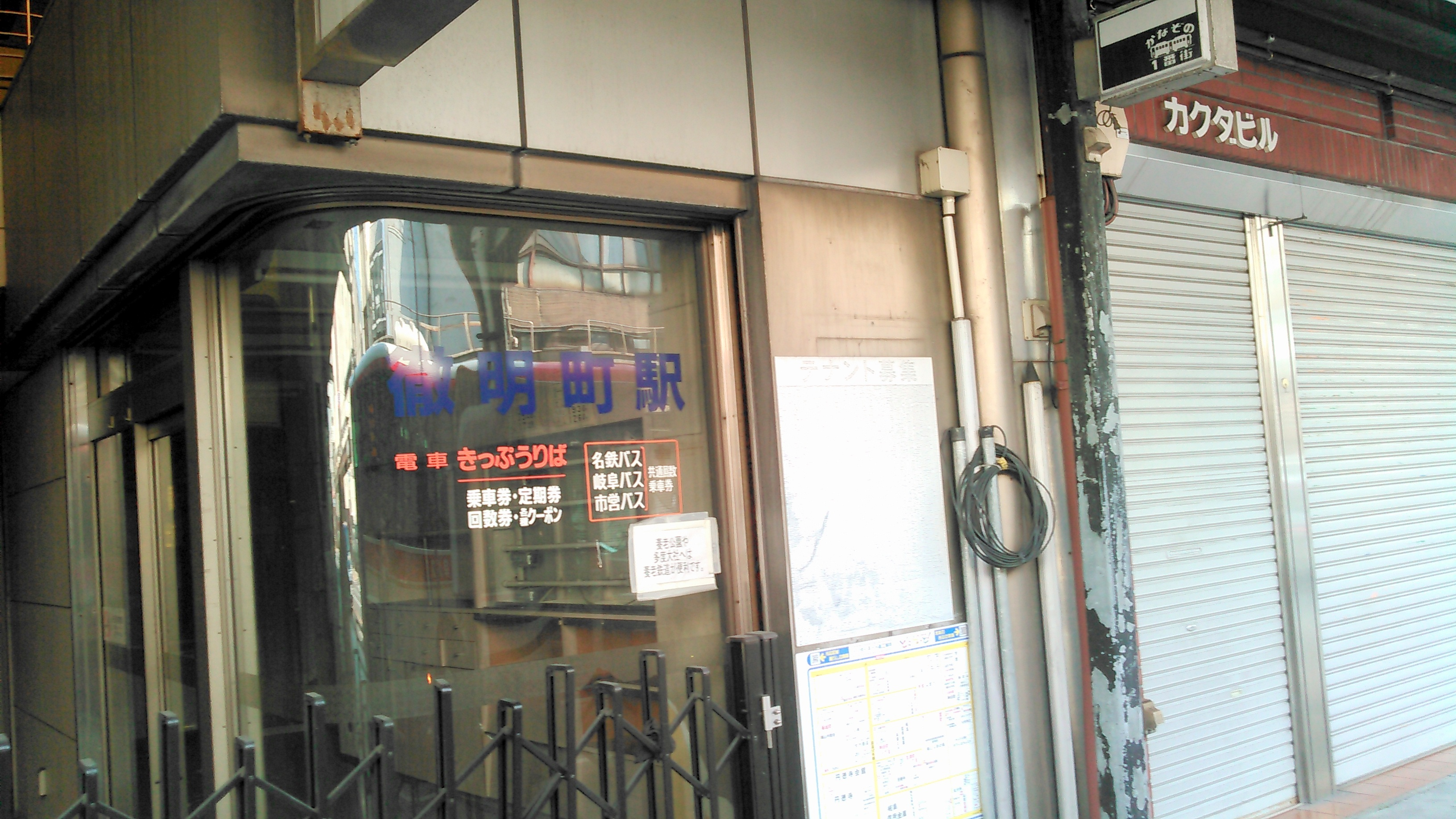
車站大廈遺址，地面部分 （2017年4月4日）

### 1991年前的構造
在長良北町方向廢除前的路軌配置可參考下圖。當時設有雙線十字交叉路岔。由於該處的路軌比較複雜和較多相交，因此列車通過會經常發出嘈音，而乘客途經該處時的舒適性也下降，進行路軌維護的費用也較貴。
在長良北町廢除後，忠節方向至美濃町線之間的路軌（包含美濃町線乘車處）變為單線。
|                       | ↑ 伊奈波通方向             |                       |
| ← 忠節支線 千手堂方向 | 截至1986年的配線           | → 美濃町線 日野橋方向 |
|                       | ↓ 新岐阜站前、岐阜站前方向 |                       |
| 图例 参考文献：       |                            |                       |

## 車站周邊
- 岐阜徹明郵局
- NTT Telemate
- 唐吉訶德柳瀨店（已結業，當時為岐阜Melsa）
- 柳瀨（日语：柳ヶ瀬 (岐阜市)）商店街

## 相鄰電車站
名古屋鐵道
■岐阜市內線（2005年廢除區間，金寶町方向為本線，金町方向為忠節支線）
金寶町－徹明町－金町
岐阜市內線（1988年廢除區間，本線）
徹明町－岐阜柳瀨
■美濃町線
徹明町－金園町四丁目

## 注腳
1. 1 2 3  . 鄉土出版社. 1997: 31. ISBN 4-87670-097-4 （日语）.
2. 1 2 3 4 5 6 7  . 鄉土出版社. 1997: 218–230. ISBN 4-87670-097-4 （日语）.
3. ↑  . 鉄道フォーラム.   [2016-06-11]. （原始内容存档于2023-05-06） （日语）.
4. 1 2  今尾惠介（監修）.  7 東海. 新潮社. 2008: 52. ISBN 978-4-10-790025-8 （日语）.
5. ↑  名古屋鉄道広報宣伝部（編）. . 名古屋鐵道. 1994: 745 （日语）.
6. 1 2  德田耕一. . JTB. 2001: 100. ISBN 978-4533039232 （日语）.
7. ↑  川島令三. . 名古屋北部・岐阜篇 1. 草思社. 1997: 131. ISBN 4-7942-0796-4 （日语）.
8. ↑  間 貞麿. . 鐵道雜誌 (鐵道雜誌社). 1996-04, 30 (4): 66–73 （日语）.
9. ↑  清水武「名古屋鉄道路線の主な変遷 旧線跡や廃止された路線の探訪」，德田耕一《新版 まるごと名鉄ぶらり沿線の旅》、七賢出版，1997年，p.141，ISBN 978-4883043323
10. ↑  電氣車研究會，《鐵道畫刊》通卷第473號 1986年12月 臨時增刊号 「特集 - 名古屋鐵道」，附圖「名古屋鐵道路線略圖」